# The MathWorks
MathWorks — американская компания, специализируется на разработке программного обеспечения для математических вычислений и имитационного моделирования. Создана в 1984 году Джеком Литтлом (Jack Little), Кливом Моулером (Cleve Moler) и Стивом Бангертом (Steve Bangert); они же являются владельцами компании по состоянию на 2010-е годы, Литтл занимает пост президента, а Моулер — ведущего специалиста.
Главный офис расположен в Нэтике (штат Массачусетс), там же сосредоточена разработка и работает почти 70 % сотрудников компании. Основные продукты: Matlab, Simulink, Stateflow и специализированные инструментальные пакеты расширения к ним (англ. toolboxes).